# Holden Avenue
Holden Avenue – polski zespół muzyczny wykonujący punk rock, założony w 2007 roku we Wrocławiu.

## Historia
Formacja istnieje od lutego 2007 roku. Początkowo zespół funkcjonował bez wokalisty, który dołączył do składu dopiero w październiku. Wtedy też grupa zarejestrowała materiał demo i zagrała swoje pierwsze koncerty.
W czerwcu 2008 roku – po zmianie wokalisty – wykrystalizował się ostateczny skład i zakończono przygotowywanie materiału na pierwszą długogrającą płytę. Trzy miesiące później zespół wraz z producentem Przemysławem „Perłą” Wejmannem z opalenickiego Studia Perlazza rozpoczął pracę nad debiutanckim albumem. Zwieńczeniem tych działań jest płyta zatytułowana Holden Avenue, której premiera odbyła się w maju 2009 roku nakładem wydawnictwa Lou & Rocked Boys (Rockers Publishing).
Holden Avenue to ponadto zdobywcy licznych nagród na festiwalach i konkursach młodych zespołów, w tym laureaci nagrody publiczności - Złotego Kameleona na Festiwalu w Jarocinie (2009).
Na początku sierpnia 2011 roku nastąpiła kolejna zmiana wokalisty.
Premiera drugiej płyty zespołu pt. Emisja odbyła się we wrześniu 2011 roku. Album zarejestrowany został jeszcze z poprzednim wokalistą, w całości w języku polskim i ponownie, jak w przypadku debiutanckiego krążka, ukazał się nakładem wydawnictwa Rockers Publishing (Lou & Rocked Boys). Współproducentem płyty również i tym razem został Przemysław ‘Perła’ Wejmann ze Studia Perlazza w Opalenicy. W październiku 2012 zespół opublikował minialbum zatytułowany Wybierz drogę.

## Skład zespołu
- Marcin „Larsu” Skruch – gitara, chórki (2007-)
- Michał „Majkel” Duda – gitara, chórki (2007-)
- Paweł „Kefir” Galacki – gitara basowa (2007-)
- Grzegorz „Krętek” Kręcigłowa - perkusja (2007-)

### Byli członkowie
- Jacek Wolny – wokal (2011-2013)
- Michał Proch – wokal (2008-2011)
- Mieszko Matecki – wokal (2007-2008)

## Dyskografia
- Holden Avenue (2009)
- Emisja (2011)
- Wybierz drogę (EP) (2012)

### Albumy studyjne
- Holden Avenue (Lou & Rocked Boys, 2009)
- Emisja (Lou & Rocked Boys, 2011)

### Minialbumy
- Wybierz drogę (2012)

### Single
- Easy (2009)

### Składanki
- Punky Reggae Rockers 3 (2009, utwór Biegnie Czas)